# 河井英明
河井 英明（かわい ひであき、1954年9月1日 - ）は、日本の実業家。大阪市高速電気軌道（Osaka Metro）代表取締役社長。

## 来歴・人物
山口県生まれ。明治大学経営学部卒業。
1977年、松下電器産業（現パナソニック）に入社。財務・IRグループでキャリアを積み、2008年の役員就任を経て、2年連続の巨額赤字を計上した2012年には常務取締役最高財務責任者（CFO）に就任。投資見直しや資金確保などにより、経理・財務面での構造改革を断行した。その後、代表取締役専務を経て、顧問に就任。社外では関西経済同友会常任幹事などを務めた。
2018年、大阪市営地下鉄民営化に伴い発足する新会社「大阪市高速電気軌道」（愛称・Osaka Metro）の初代社長に就任。